# Джерело № 3 (Косівська Поляна)
Джерело № 3 — гідрологічна пам'ятка природи місцевого значення. Об'єкт розташований на території Рахівського району Закарпатської області, с. Косівська Поляна, ДП «Великобичківське ЛМГ», урочище «Лопухи», Косівсько-Полянське лісництво, квартал 21, виділ 11.
Площа — 0,5 га, статус отриманий у 1984 році.